# Gare de Givors-Canal
Gare de Givors-Canal vasútállomás Franciaországban, Givors településen.

## Vasútvonalak
Az állomást az alábbi vasútvonalak érintik:
- Moret–Lyon-vasútvonal
- Givors-Canal–Grezan-vasútvonal
- Paray-le-Monial-Givors-Canal-vasútvonal

## Kapcsolódó állomások
A vasútállomáshoz az alábbi állomások vannak a legközelebb:
- Gare de Givors-Ville (Gare de Moret - Veneux-les-Sablons, Moret–Lyon-vasútvonal)
- Gare de Grigny-le-Sablon (Lyon-Perrache pályaudvar, Moret–Lyon-vasútvonal)